# Pilsia
Pilsia – rzeka, prawy dopływ Widawki, o długości 33,31 km i powierzchni zlewni 196,13 km².
Rzeka płynie w województwie łódzkim. Jej źródła znajdują się w okolicach wsi Kącik, a ujście poniżej wsi Szczercowska Wieś w Kotlinie Szczercowskiej.
W miejscowości Łobudzice, w gminie Zelów na Pilsi znajduje się zalew Patyki, o charakterze rekreacyjnym i retencyjnym, zaś w miejscowościach Zbyszek i Szczercowska Wieś, w gminie Szczerców, młyny wodne. Wody z Pilsi zasilają kompleks stawów rybnych w miejscowości Lubiec.
W XIX wieku rzeka nosiła nazwę Świtka.